# Raymond Deleule
Pour les articles homonymes, voir Deleule.
Raymond Deleule, né le 14 février 1902 à Morteau et mort le 21 février 1961 à Paris, est un résistant français, compagnon de la Libération. Artisan engagé dans la résistance après l'armistice du 22 juin 1940, il occupe d'importantes fonctions au sein de plusieurs mouvements et est particulièrement actif dans la zone sud.

## Biographie

### Jeunesse et engagement
Raymond Deleule naît le 14 février 1902 à Morteau dans le Doubs. Il fait son service militaire dans l'armée de l'air en tant que personnel au sol puis suit les traces de son père en devenant horloger.

### Seconde Guerre mondiale
N'acceptant pas l'armistice du 22 juin 1940, Raymond Deleule entre en résistance dès le mois d'août. En 1941, il effectue des actions de sabotage en zone occupée puis, en janvier 1942, monte à Paris pour intégrer le mouvement Ceux de la Libération dans lequel il s'occupe de renseignement. Repéré par la gestapo à l'été 1942, il se déplace vers la zone sud et intègre à Lyon le groupe Franc-Tireur, toujours en tant qu'officier de renseignement. Il devient l'adjoint de Jean-Pierre Lévy, chef de Franc-Tireur et exerce ses responsabilités dans toute la zone occupée.
En août 1943, il est chargé d'organiser les groupes francs des MUR dans les régions R2 et R3 (Marseille et Montpellier). N'hésitant pas à passer à l'action aux côtés de ses hommes, il manque de se faire arrêter par la milice française, dans le centre-ville de Marseille, en décembre 1943. Éliminant plusieurs ennemis, il parvient cependant à s'enfuir. Il se déplace ensuite à Toulouse où il devient inspecteur régional des FFI. Sous son égide, la résistance régionale parvient à saboter 80% de la production d'aluminium français, la poudrerie de Toulouse, les mines de Carmaux et de nombreuses locomotives.
En janvier 1944, il monte à Paris pour assister Serge Ravanel dans une tentative infructueuse de délivrer Jean-Pierre Lévy, prisonnier depuis le 16 octobre 1943,. De retour dans le sud-ouest, il s'occupe particulièrement de donner aux FFI du Tarn et du Tarn-et-Garonne une structure militaire qui leur permettra de faire 5 000 prisonniers allemands en août 1944. Il termine la guerre avec le grade de lieutenant-colonel.

### Après-guerre
Après le conflit, il devient commerçant dans la bijouterie. Raymond Deleule meurt le 21 février 1961 dans le 12e arrondissement de Paris. Il est inhumé au cimetière ancien d'Asnières-sur-Seine.

## Décorations
|  |  |  |  |  |  |
|  |  |  |  |  |  |

| Officier de la Légion d'honneur                  | Officier de la Légion d'honneur                  | Compagnon de la Libération                       | Compagnon de la Libération | Croix de guerre 1939-1945 | Croix de guerre 1939-1945 |
| Médaille de la Résistance française Avec rosette | Médaille de la Résistance française Avec rosette | Médaille de la Résistance française Avec rosette | Bronze Star (États-Unis)   | Bronze Star (États-Unis)  | Bronze Star (États-Unis)  |